# Карра-Сен-Сир, Клод
Не следует путать с маршалом Гувион Сен-Сиром.
Клод Карра-Сен-Сир (фр. Claude Carra-Saint-Cyr или фр. Claude Carra de Saint-Cyr; 1760—1834) — французский военный деятель, дивизионный генерал (1803 год), барон (1808 год), граф (1814 год), участник революционных и наполеоновских войн. Имя генерала выбито на Триумфальной арке в Париже.

## Биография

### Происхождение и начало военной карьеры
Родился в семье берейтора Жана Карра де Во и Сен-Сира (фр. Jean Carra de Vaux et Saint-Cyr; 1712—1786) и его супруги Мари Мери (фр. Marie Mery). 24 марта 1774 года семья молодого Клода, желая содействовать его вступлению на военную службу до достижения необходимого возраста, записала его в качестве офицера в пехотный полк Бурбонне под именем Жана Франсуа, родившегося 27 декабря 1756 года, с указанием имени и даты рождения одного из его умерших старших братьев. Первый боевой опыт получил, когда в составе полка отправился в Северную Америку и принял участие в войне за независимость Соединённых Штатов. 19 марта 1780 года стал вторым лейтенантом, 1 июня 1782 года – первым лейтенантом. В 1784 году возвратился во Францию. 19 мая 1785 года произведён во вторые капитаны. 23 июня 1785 года купил должность военного комиссара, получил временное назначение от министра, но не был принят на работу. 1 июня 1788 года был назначен учеником военного комиссара провинции Лангедок. 19 июля 1790 года был военным комиссаром с чрезвычайными полномочиями при корпусе войск, дислоцированным в Лионе; с 2 июня 1791 года – в Ле-Кенуа. В декабре 1791 года переведён в департамент Эн. 1 марта 1792 года он получил пенсию и ушёл из армии из-за проблем со здоровьем.

### Возвращение в строй и Революционные войны
Но Франция нуждалась в хороших солдатах, и в январе 1793 года он присоединился ко 2-му батальону волонтёров Роны и Луары. 3 августа 1793 года стал адъютантом генерала Обера-Дюбайе. С 1793 по 1795 годы cлужил в Армии Бреста. Участвовал в боевых операциях против роялистов в Вандее. 11 марта 1795 года был произведён в командиры батальона штаба. 13 июня 1795 года стал полковником штаба. С 1795 по 1796 годы служил в Армии Шербура. 9 октября 1795 года Карра-Сен-Сир стал бригадным генералом. В начале 1796 года был отозван в Париж и причислен к Военному министерству. 19 февраля 1796 года вместе с генералом Обером-Дюбайе был направлен с дипломатической миссией в Турцию, выполнял функции первого секретаря французского посольства в этой стране. 17 октября 1796 года получил новое назначение, и стал генеральным консулом в Валахии. После смерти 17 декабря 1797 года генерала Обера-Дюбайе занял пост временного поверенного в делах Франции в Турции, и оставался в этой должности до конца июля 1798 года, когда вернулся во Францию с вдовой генерала.
25 февраля 1799 года присоединился к Итальянской армии, и вскоре в одном из боёв был ранен ядром в бедро.
1 ноября 1799 года женился в Нёйи-сюр-Сен на Арманде Пушо де Сульер (фр. Jeanne "Armande" Esprit Félicie Pouchot de Soulière; 1771—1845), вдове генерала Обера-Дюбайе.

### Служба в эпоху Консульства
21 ноября 1799 года был назначен в комиссию, призванную проверить институт ветеранов. 7 февраля 1800 года получил должность инспектора по смотрам. 14 мая 1800 года возглавил 2-ю бригаду дивизии генерала Моннье в Резервной армии. С 30 мая исполнял функции коменданта Ивреи. 12 июня присоединился к главным силам, и 14 июня отличился в сражении при Маренго. 4 июля возглавил 3-ю дивизию левого крыла Итальянской армии и сразился с австрийцами на берегах Магры. 19 октября в составе дивизии Моннье участвовал в захвате Ареццо и 25 декабря сражался при Поццоло. 15 мая 1801 года возглавил бригаду в пехотной дивизии генерала Сульта Южной наблюдательной армии. С 21 мая 1802 года без служебного назначения. 23 сентября 1802 года возглавил пехоту 1-го военного округа в Париже.

### Во главе различных пехотных дивизий
27 августа 1803 года был произведён Наполеоном в дивизионные генералы, и через два дня возглавил пехотную дивизию в Байонне под началом генерала Ожеро. 27 февраля 1804 года был заменён во главе дивизии генералом Дежарденом. С 27 августа 1805 года отвечал за оборону побережья Гравлин.
Осенью 1806 года присоединился к Великой Армии, и 13 декабря 1806 года был назначен губернатором Магдебурга. 24 февраля 1807 года сменил генерала Леваля во главе 2-й пехотной дивизии 4-го армейского корпуса маршала Сульта. В первых числах июня Беннингсен возобновил наступление и направился между Алле и Пассаргой на маршала Нея, в то время как Дохтуров двинулся против маршала Сульта. Последний вместе с 4-м корпусом охранял середину прохода и имел окопные посты у мостов Питтенен и Ломиттен. 5 июня Дохтуров атаковал последний пункт двумя дивизиями; но он нашёл перёд рекой засеку, за которой располагались стрелки Карра-Сен-Сира. Через несколько часов ему удалось убрать часть засек, которые защищал 57-й полк. Но два батальона 46-го, взявшие в руки оружие при первых пушечных выстрелах, ринулись с моста Ломиттен, бросились на противника и штыками отбросили его назад. Русские перестроились, снова пересекли засеку и двинулись к реке. 46-й снова отбросил их назад. Наконец, после восьми часов боя, Дохтуров предпринял последнюю и величайшую попытку и выдвинул сильную колонну при поддержке полка гвардии. Два батальона 46-го и 57-го ринулись на эту колонну с опущенными штыками и отбросили её за засеку. Обескураженные русские к концу дня отступили. Беннингсен возобновил свои попытки против маршала Нея 6-го числа; но, не сумев добиться успеха в своих проектах, вечером 7-го числа он отступил и на следующий день направился в Гейльсберг через Гутштадт, где переправился через Алле. Наполеон, сосредоточив свои силы, последовал за ним. 4-й корпус форсировал Пассаргу 8-го у Эльдиттена, встретился под Вольфсдорфом с русским корпусом генерала Каменского, разгромил один из его отрядов и взял в плен множество пленных. 9-го числа он спустился по Алле через Лаунау; 10-го числа он продолжил движение на Гейльсберг, где была сосредоточена вся русская армия. Дивизия Карра-Сен-Сира, составлявшая голову колонны, около 2 часов форсировала дефиле Беверникен, затем двинулась против русской пехоты, занявшей позицию перед редутами укреплённого лагеря. Дивизия сформировала плотную колонну и смело атаковала. Русские были опрокинуты за овраг, спускающийся от Ландена к Алле. Войска Карра-Сен-Сира граничат с ущельем, но обстреливаемые с фронта редутами на левом берегу, с фланга со стороны редутов на правом берегу, они несут огромные потери. На смену им приходит дивизия Сент-Илера и отбрасывает русских к подножию редутов; но наступательный ответ противника оттеснил 26-й лёгкий и 55-й линейный. 46-й, находившийся в резерве с момента смены на первой линии, подбегает и отвоёвывает утраченные позиции. Дивизия Леграна наконец появляется и разворачивается слева, в направлении Ландена. Бой продолжался ожесточенно и длился до поздней ночи без существенных результатов. 4-й корпус, возможно, был слишком безрассуден, атакуя в одиночку и на открытой местности 90 000 русских, укрытых редутами. На следующий день прибытие другого французского корпуса побудило Беннингсена эвакуировать укреплённый, и он продолжил отступление по правому берегу Алле. После сражения при Гейльсберге дивизия направилась к Кёнигсбергу. Прусская армия генерала Лестока появилась перед этим городом 14-го числа, но известие о победе французов при Фридланде побудило Лестока покинуть это место. Маршал Сульт вошёл в Кёнигсберг  и нашёл значительные запасы.
Затем дивизия размещала гарнизон в окрестностях Штеттина до конца 1808 года, после чего была направлена в Вюрцбург, а из последнего пункта в Париж. Однако, разрыв с Австрией изменил планы Императора. Дивизия была включена в состав нового 4-го армейского корпуса маршала Массены Армии Германии. Собравшись в Люневиле 1 февраля 1809 года, она покинула Лотарингию, и отправилась на Дунай. 1 апреля прибыла в Ульм. В составе 4-го корпуса направилась к Аугсбургу при известии о переходе Инна эрцгерцогом Карлом, затем получила приказ Императора идти к Пфаффенхофену на Абенсе, на левом фланге австрийцев. Оттуда она должна была как можно быстрее двинуться на Ландсхут, чтобы попытаться отрезать отход австрийскому левому крылу, которое Даву и Ланн атаковали у Абенсберга. Несмотря на всю быстроту, которую солдаты Карра-Сен-Сира проявили в своём марше, они прибыли в Ландсхут только 21-го числа. Австрийцы, всё ещё защищавшие город от войск Ланна, отступили при виде такого подавляющего скопления сил. На следующий день Массена, оставив на Изаре только дивизию Молитора, вместе с тремя другими двинулся в сторону Экмюля. Расстояние опять не позволило дивизии прибыть вовремя, чтобы принять участие в бою. Эрцгерцог Карл, переправившись через Дунай у Регенсбурга, направился в сторону Вены. 10 мая дивизия предстала перед Веной. Город подвергся бомбардировке, и 13-го числа в него вошли французы. 18 мая началась переправа на остров Лобау. Дивизия Молитора пересекла остров на лодках, и под её защитой был построен мост на главном рукаве реки, который не удалось завершить до утра 20-го числа из-за очень сильного разлива реки. Днём того же дня был переброшен ещё один мост, и сразу после этого дивизии Молитора и Буде переправились на левый берег, отбросили вражеские аванпосты и пошли закрепляться: первая - в Асперне, вторая - в Эсслинге. На следующее утро переправилась дивизия Леграна, а дивизии Карра-Сен-Сира помешало наводнение, которое разрушило мост. Тем временем австрийцы яростно атаковали две деревни. Массене и Ланну удалось сохранить позиции ценой самых кровавых усилий; наконец, как только связь между двумя берегами была восстановлена, дивизия Карра-Сен-Сира прошла и заменила при охране небольшого моста и имела в резерве дивизию Леграна, которая смогла тогда прийти на помощь Молитору, разбитому в Асперне. Австрийцы были оттеснены на окраину деревни и остались лишь хозяевами церкви. Французы спали на этих позициях, а на следующий день, на рассвете, бой возобновился. Ночью воспользовались, чтобы переправить через мост многочисленные войска. Появившаяся дивизия Карра-Сен-Сира перебралась в Асперн. 46-й и 4-й линейные при помощи 24-го лёгкого атаковали церковь и после ужасной борьбы изгнали австрийцев. Затем Ланн двинулся на Брайтенле атакующей колонной; он уже приближается к своей цели, когда наводнение уносит большой мост. Наполеон опасался быть лишенным боеприпасов и, отказываясь от почти верной победы, приказал отступать. Тогда враг предпринял нечеловеческие усилия, чтобы сбросить нас в Дунай. Он направляет неоднократные атаки на Асперн, который представляет собой не что иное, как груду руин и трупов. Дивизии Леграна и Карра-Сен-Сира яростно защищали эти дымящиеся руины. Благодаря этому героическому сопротивлению деревня осталась за нами. День закончился жестокой канонадой. Ночью вся армия вернулась на остров Лобау.
Дивизия оставалась на острове Лобау до битвы при Ваграме, восстановилась там и работала на возведённых укреплениях. Вторую переправу через Дунай было решено провести в первых числах июля. В ночь с 4-го на 5-е в восточной части острова были переброшены три моста. Дивизии Буде, Карра-Сен-Сира и Молитора, сосредоточившиеся напротив Энцерсдорфа, около 2 часов начали переходить под охрану батарей на остров Лобау. Погода была ненастная, и вскоре молния усилила шум канонады. Буря прошла ещё до рассвета, и лучистое восходящее солнце заставило сверкать тысячи штыков и касок на левом берегу Дуная. 4-й корпус образовал левый фланг, 2-й корпус Удино — правый, 3-й корпус Даву сосредоточился в тылу. Массена отдаёт приказ захватить небольшой городок Энцерсдорф. Французы берут штыком укрепления, защищающие подступы, ломают ворота, входят в город, убивают или выводят из строя большую часть гарнизона и захватывает остальных. Затем армия была развернута на равнине Мархфельд. 4-й корпус слева двинулся в сторону Эсслинга и Асперна, которые без труда взял. К 18:00 развертывание армии было завершено; войска Массены расположились лагерем на линии, идущей от Зюссенбрунна до Ваграма. На следующий день в 4 часа начался бой справа, на стороне Глинцендорфа, которую занимал Даву. Вскоре он распространился по всей линии. Бернадотт был выбит из Адерклау, деревни, расположенной справа от позиций 4-го корпуса, Массена приказал дивизии Карра-Сен-Сира отбить этот пункт. Эта храбрая дивизия сломя голову врывается в деревню, берёт её и выходит за её пределы, но затем оказывается посреди настоящего огнённого круга и, несмотря на свой героический настрой, вынуждена отступить. На поддержку ей пришла дивизия Молитора, и в результате дивизии Леграна и Буде, оставшиеся одни на левом крыле и сдерживающие 45 000 человек австрийского правого фланга, также были вынуждены отступить. Дивизии 4-го корпуса отступали шаг за шагом, сражаясь с двойными силами вплоть до Асперна. Наконец Друо прибывает галопом с сотней пушек, образует грозную батарею и изрешечивает пулями линию противника. Макдональд во главе массивной атакующей колонны решительно двинулся на центр австрийцев и остановил их наступательное движение. Затем дивизии Массены двинулись вперёд и отвоевали утраченные позиции. Лассаль, идущий впереди них, погибает во время атаки. На следующий день 4-й корпус получил приказ преследовать противника через Корнойбург, Штокерау и Цнайм. Преследуя австрийский арьергард, французы взяли много пленных. 10-го числа дивизия сражалась при Холлабрунне; 11-го числа подошла к Цнайму, где заняла позицию австрийская армия. Массена с дивизией Леграна захватил мост Тая, деревню Шоллендорф и двинулся на Цнайм; но его силы были слишком малы, австрийцы отбили мост, и маршал оказался в очень серьёзном положении, когда прибыла дивизия Карра-Сен-Сира. Этот храбрый отряд с опущенными штыками бросился на мост, опрокинул врага, взял в плен 800 человек и вышел победителем на равнине Цнайма. Враг был загнан в угол в городе и генерал собирался войти силой, когда раздались крики: «Мир, больше не стреляйте!»
30 июля 1809 года оставил пост командира дивизии, и стал губернатором Дрездена. 11 августа 1809 года назначен командиром 3-й пехотной дивизии 8-го корпуса Жюно. 21 ноября 1809 года вернулся во Францию. 1 января 1810 года возглавил 1-ю пехотную дивизию вместо генерала Клапареда Армии Далмации в Лайбахе. 5 августа 1810 года возвратился во Францию. С 26 декабря 1810 года выполнял функции командующего нового 32-го военного округа в Гамбурге.

### Кампании 1813 и 1814 годов
С 18 января по 9 марта 1813 года возглавлял 1-ю дивизию наблюдательного корпуса Эльбы генерала Лористона, жёстко подавил в Гамбурге мятеж жителей и приказал казнить зачинщиков. При приближении к Гамбургу русско-немецкого отряда полковника Теттенборна в 10 000 человек, вынужден был, имея в своём распоряжении только 3000 солдат, эвакуировать 12 марта город. 21 марта он и его люди был разбиты и вынуждены отступить за Везер к Бремену. Наполеон был разочарован его действиями, но, тем не менее, 30 марта Карра-Сен-Сир был назначен командиром пехотной дивизии 1-го армейского корпуса Вандама. В октябре оборонял реку Эмс. 25 декабря возглавил 3-ю пехотную дивизию в том же корпусе. С февраля 1814 года занимал пост коменданта Валансьена, Бушена и Конде.

### На службе Бурбонов и отставка
После возвращения Бурбонов был назначен 27 июля 1814 года губернатором Гвианы. Однако, когда Наполеон вернулся из ссылки в 1815 году, Карра-Сен-Сир всё ещё находился во Франции. 20 апреля 1815 года был уволен и передан в распоряжение военного министра, не вступив в должность. Тем не менее, он не принимал активного участия в «Ста днях». 11 июня 1817 года назначен командующим и администратором Гвианы. 13 сентября 1817 года отплыл из Франции. 5 ноября 1817 года прибыл в Кайенну. 9 марта 1820 года прибыл в Тулон и поступил в распоряжение военного министра. 24 июля 1819 года покинул свой пост. 7 февраля 1831 года помещён в кадровый резерв. 13 августа 1832 года вышел в отставку.
Умер генерал 5 января 1834 года в возрасте 73-х лет.
Генерал имел репутацию благоразумного человека, был солидным и надёжным, хотя и не особенно энергичным или изобретательным.

## Воинские звания
- Младший лейтенант (24 марта 1774 года);
- Второй лейтенант (19 марта 1780 года);
- Первый лейтенант (1 июня 1782 года);
- Второй капитан (19 мая 1785 года);
- Командир батальона штаба (11 марта 1795 года);
- Полковник штаба (13 июня 1795 года);
- Бригадный генерал (9 октября 1795 года);
- Дивизионный генерал (27 августа 1803 года).

## Титулы
- Барон Карра-Сен-Сир и Империи (фр. baron Carra-Saint-Cyr et de l'Empire; декрет от 19 марта 1808 года, патент подтверждён 11 августа 1808 года в Нанте)[2][3];
- Граф Карра-Сен-Сир (фр. comte Carra-Saint-Cyr; декрет от 5 октября 1814 года, патент подтверждён 25 ноября 1814 года в Париже)[4].

## Награды
Легионер ордена Почётного легиона (11 декабря 1803 года)
 Командан ордена Почётного легиона (14 июня 1804 года)
 Великий офицер ордена Почётного легиона (11 июля 1807 года)
 Командор саксонского военного ордена Святого Генриха (1810 год)
 Кавалер военного ордена Святого Людовика (8 июля 1814 года)